# Federazione calcistica della Lettonia
La Federazione gioco calcio lettone (LFF) (lettone: Latvijas Futbola federācija) è l'organizzazione che governa il gioco del calcio in Lettonia.
La federazione è stata fondata nel 1922 ed è responsabile dell'organizzazione del campionato lettone di calcio (Virslīga e leghe più basse), la Coppa di Lettonia di calcio e la Nazionale di calcio della Lettonia.
La sede principale è nella capitale Riga. La LFF è diventata un membro della FIFA nel 1922 ma, con l'annessione della Lettonia all'Unione Sovietica nel 1939, è stata sciolta e inglobata nell'Unione Sovietica.
La rinata federazione è ritornata membro della FIFA nel 1992, dopo che la Lettonia è diventata nuovamente uno stato indipendente. Sempre nel 1992 la LFF è entrata a far parte della UEFA.

## Presidenti
- Vladimirs Ļeskovs (1990-1995)
- Modris Supe (1995-1996)
- Guntis Indriksons (1996-2018)
- Kaspars Gorkšs (2018) - 2020)
- Vadims Ļašenko (2021 -